# Paranocarodes opacus
Paranocarodes opacus is een rechtvleugelig insect uit de familie Pamphagidae. De wetenschappelijke naam van deze soort is voor het eerst geldig gepubliceerd in 1927 door Uvarov.